# プリズン・ブレイク (第2シーズン)
アメリカ合衆国のテレビシリーズ『プリズン・ブレイク』の第2シーズンは、フォックスにより2006年8月21日月曜の午後9時（EST）より放送が始まった。『プリズン・ブレイク』はアデルスタイン＝パローズ・プロダクションズがラット・テレビジョン、オリジナル・テレビジョン・ムービー、20世紀フォックステレビジョンの協力で製作した。第2シーズンは全22話が2007年4月2日までに放送された。
『プリズン・ブレイク』は冤罪により死刑囚となった兄と彼を脱獄させるために綿密な計画を立てて意図的に投獄された天才的な弟を中心に描かれる。兄弟は他6名の囚人たちと共にフォックスリバー州立刑務所を脱獄し、第2シーズンでは彼らの逃亡とその追跡が描かれる。フォックスリバー8と呼ばれる逃亡者たちは別行動を取り始めるも、その目的のために幾度となく再会する。また逃亡者たちは警察の他、彼ら全員の死を望んでいる組織と呼ばれる多国籍企業のグループから追跡される。
第2シーズンでは3人のキャラクターがメインからリカーリングに降格され、代わりに新たなキャラクターが加わる。撮影は主にテキサス州ダラスで行われたが、最後の3話はフロリダ州ペンサコーラが舞台のパナマとして撮られた。シーズンへの批評家の反応は概ね好調であり、特にウィリアム・フィクナーの演技が賞賛された。フォックス・ホーム・エンターテインメントは2007年9月4日にリージョン1のDVDを発売した。

## 製作
撮影は2006年6月15日よりテキサス州ダラスの農村部及び都市部の両方で始まった。エグゼクティブ・プロデューサーのマット・オルムステッドはキャラクターが逃走するので撮影地が第1シーズンのシカゴから第2シーズンのダラスに変わったのだと語った。アメリカの様々な都市を表現するための多くのロケ地をダラスが提供した一方、シカゴでのロケは中を移動するのに数時間を要した。オルムステッドは「それは本当に財政的なものを抑えた」と指摘した。
他に撮影のためにはニューメキシコ州、アリゾナ州、ルイジアナ州が考慮された。ダラスが選ばれた理由は「機知で、費用対効果が良く、スタッフが利用できる活動に関する多様性がある」ことであり、これが最終決定の主な要因であると考えられた。ダラスでは9から10ヶ月かけて全22話中20話分の撮影が行われた。シリーズはダラスへの5000万ドルの経済効果が期待された。第2シーズンの最後の3話はパナマを表現するためにフロリダ州ペンサコーラで撮影された。
各エピソードの撮影は8日間にわたって行われ、地域経済に約140万ドルをもたらした。

## キャスト

### メイン
- ドミニク・パーセル - リンカーン・バローズ（英語版）
- ウェントワース・ミラー - マイケル・スコフィールド
- ロビン・タニー - ベロニカ・ドノバン
- アマウリー・ノラスコ - フェルナンド・スクレ
- マーシャル・オールマン - LJ・バローズ
- ウェイド・ウィリアムズ - ブラッド・ベリック刑務長
- ポール・アデルスタイン - ポール・ケラーマンシークレットサービス捜査官
- ロバート・ネッパー - セオドア・"ティーバッグ"・バッグウェル
- ロックモンド・ダンバー - ベンジャミン・マイルズ・"シーノート"・フランクリン（英語版）
- サラ・ウェイン・キャリーズ - サラ・タンクレディ医師
- ウィリアム・フィクナー - アレキサンダー・マホーンFBI特別捜査官

### リカーリング
- ジェイソン・デイヴィス - ウィーラー
- レジー・リー - ビル・キム工作員
- バーバラ・イヴ・ハリス（英語版） - フェリシア・ラングFBI捜査官
- マット・デカロ - ロイ・ギアリー
- ヘレナ・クレボーン - ディディ・フランクリン
- ウィルバー・フィッツジェラルド（英語版） - ブルース・ベネット
- レイン・ギャリソン - デヴィッド・"トゥイーナー"・アポルスキス
- ジョン・ハード - フランク・タンクレディ知事
- シンシア・マクウィリアムズ（英語版） - ケイシー・フランクリン
- レオン・ラッサム - 閣下
- キャリー・ソーン（英語版） - パム・マホーン
- K・K・ドッズ（英語版） - スーザン・ホランダー
- サイラス・ウィアー・ミッチェル - チャールズ・"ヘイワイヤー"・パトシック
- アンソニー・ジョン・デニソン - アルド・バローズ
- カミーユ・グアティ - マリクルース・デルガド
- ステイシー・キーチ - ヘンリー・ポープ所長
- ジェフ・ペリー - テレンス・ステッドマン
- スティーヴン・チェスター・プリンス - ブロンディ捜査官
- ピーター・ストーメア - ジョン・アブルッチ
- パトリシア・ウェティグ - キャロライン・レイノルズ大統領
- デュション・モニーク・ブラウン - ケイティ・ウェルシュ看護師
- キム・コーツ - リチャード・サリンズ内部調査官
- ジョセフ・ヌネズ - マンチェ・サンチェス
- ホリー・ヴァランス - ニカ・ヴォレク
- フィリップ・エドワード・ヴァン・リア（英語版） - ルイス・パターソン
- アンソニー・フレミング - トランペッツ
- クリスチャン・ストールティ（英語版） - キース・ストールティ刑務官
- ジョン・S・デイヴィス（英語版） - エリオット・パイク

## 評価

### 批評家の反応
『デトロイト・フリー・プレス』のマイク・ダフィは初回を「揺さぶられる良質なエンターテインメント」と評し、第1シーズンの匹敵するスタートであると述べた。ダフィーはさらに「独房のキャラクターたちの雑多なクルー」と「シリーズクリエイターのポール・T・シェアリングとそのスタッフによる張り詰めた、独創的物語」を賞賛した。『USAトゥデイ』のロバート・ビアンコは「この番組を浸した浅はかな馬鹿らしさ」について言及し、「万能プロットの調整」としてタトゥーを使い続ける「信じがたいほど怠惰」な脚本家たちを非難した。IGNのアフサン・ハクとクリストファー・モンフェットはリスクを恐れないクリエイターたちを信頼し、「そのほとんどが決着する」と感じた。2人は最大の成功要因をシーズン通しての「恒常性の逸れと捻れ」、そして「スコフィールドとマホーンの間のヒーロー・ヴィラン関係の発展」にあると分析した。
マホーンの追加は批評家たちに概ね好評であり、彼はしばしばマイケルの宿敵であると称された。『ピッツバーグ・ポスト・ガゼット』のロブ・オーウェンはマホーンを「看守のブラッド・ベリックより遥かに立派なマイケルの敵である」と評した。IGNのブライアン・ゾロムスキーは「第1話『逃亡者たち』の最も強力な部分は、偉大な性格俳優のウィリアム・フィクナーが演じる新キャラクターのFBI捜査官のアレキサンダー・マホーンを初登場させたことである」と評した。デジタル・スパイのベン・ローソン＝ジョーンズは「素晴らしい」とフィクナーを賞賛し、彼が「すぐ陰気なヒーローよりも魅力的になった」と評した。『USAトゥデイ』のロバート・ビアンコはフィクナーの参加を歓迎し、またMSNBCのアンディー・デナートはマホーンを第2シーズンで最良の新キャラクターと評した。

### 視聴率
第2シーズン初回はアメリカ合衆国で平均940万人の視聴者を獲得し、シリーズ初回の1050万人及び第1シーズン最終回の1024万人を下回った。第16話「シカゴ」ではシーズン中最高となる1012万人を獲得したが、シーズン最終回にはシリーズ通して最低となる812万人まで落ち込んだ。シーズン通しては全22話で930万人の視聴者を獲得した。ニールセンによると、2006-2007年のアメリカ合衆国のテレビシーズンにおけるレギュラー・プライム番組全体では142番組中51位の成績である。オーストラリアでは初回に122万人を獲得したが、以降は右肩下がりの成績となった 。イギリスでは第1シーズンの視聴率9%を下回る8.5%を獲得した。特にシーズン最終回の1つ前の「逆転」は7%までに落ち込んだ。視聴率低迷を受けてチャンネル5は第3シーズンを放送しないことを決定し、Sky1に放送権が移った。

### 受賞
このシーズンによりドミニク・パーセルはオーストラリア映画協会国際男優賞を受賞した。第12話「家族の肖像」は映画音響編集者協会ゴールデンリール賞で2部門でノミネートされた。2007年のティーン・チョイス・アワードではウェントワース・ミラーがテレビ男優賞（ドラマ部門）、ロバート・ネッパーがテレビ悪役賞にノミネートされた。

## エピソード
| 通算 話数 | シーズン 話数 | タイトル                             | 監督                       | 脚本                                        | 放送日         | 製作 番号 | アメリカ合衆国視聴者数 (百万人) |
| --- | ------------- | ------------------------------------ | -------------------------- | ------------------------------------------- | -------------- | --------- | ------------------------------- |
| 23 | 1             | "逃亡者たち" "Manhunt"               | ケヴィン・フックス         | ポール・シェアリング                        | 2006年8月21日  | 2AKJ01    | 9.37                            |
| 脱獄から8時間後、マイケル、リンカーン、スクレ、シーノート、アブルッチはイリノイ州オスウィーゴに向い、彼らの追跡の指揮にはFBI特別捜査官のアレキサンダー・マホーンが就任する。ティーバッグは切断された手首を縫合させる獣医師を発見し、サラはモルヒネ過剰摂取による昏睡状態から回復した後にFBIからの尋問を受ける。ベロニカはテレンス・ステッドマンの隠れ家を見つけるが、現れた組織の工作員により射殺される。 |               |                                      |                            |                                             |                |           |                                 |
| 24 | 2             | "オーチス" "Otis"                    | ボビー・ロス               | マット・オルムステッド                      | 2006年8月28日  | 2AKJ02    | 9.44                            |
| マイケルとリンカーンはスクレ、シーノート、アブルッチと別れ、LJを救いに行く。マホーンは彼らの計画を阻止し、LJはアリゾナ州の拘置所に移送され、リンカーンは脚を撃たれる。ベリックとポープ所長は脱獄事件の聞き取り調査をされる。囚人との違法な取引が露呈したベリックには懲戒解雇処分が下され、その直後にポープも辞職を申し出る。トゥイーナーは大学生と共に車でユタ州へ出発し、一方でティーバッグは手首が縫合を終えた後に口封じのために獣医を殺害して同じくユタへ向かう。 |               |                                      |                            |                                             |                |           |                                 |
| 25 | 3             | "スキャン" "Scan"                    | ブライアン・スパイサー     | ザック・エストリン                          | 2006年9月4日   | 2AKJ03    | 9.29                            |
| マイケルとリンカーンはニカに助けを求め、その後車を爆発させて自らの死を偽装する。現場を検証するマホーンは彼がかつて逮捕できなかったと言われているオスカー・シェールズの名をつぶやいてしまう。マホーンは苦しみ、隠し持っていた錠剤を飲む。家族が監視されている状況の中、スクレはマリクルースとの再会を目指し、シーノートも妻娘に連絡する。サラは脱獄幇助の容疑で逮捕されるが、父の手により保釈され、麻薬中毒者のセラピーに参加する。ベリックはギアリーと組んで賞金稼ぎとなり、マイケルとリンカーンの追跡を始める。                                                                                        |               |                                      |                            |                                             |                |           |                                 |
| 26 | 4             | "罠の代償" "First Down"              | ボビー・ロス               | ニック・サントーラ                          | 2006年9月11日  | 2AKJ04    | 8.96                            |
| ベリックとギアリーはマイケル、リンカーン、ニカを捕まえる。ベリックはウエストモアランドがユタに隠した金の存在を知っており、マイケルからその具体的な場所を聞き出そうとするが、最終的には逃げられる。アブルッチはフィバナッチへの復讐へ向かうが、マホーンたちによって包囲される。アブルッチが警察により射殺された後、マホーンはマイケルとリンカーンの死が偽装であったことを知る。ケラーマンは偽名を使ってサラに近づき、ティーバッグは逃走を続ける。 |               |                                      |                            |                                             |                |           |                                 |
| 27 | 5             | "ダブルK農場" "Map 1213"             | ピーター・オファロン       | カリン・アッシャー                          | 2006年9月18日  | 2AKJ05    | 9.55                            |
| マホーンはD.B.クーパーが500万ドルを隠し、ウエストモアランドの名でフォックスリバーに投獄されていたことに注目する。マイケルとリンカーンはユタ州トゥエレに到着し、500万ドルが隠された牧場を捜す。兄弟は牧場の場所が記された地図を持っているティーバッグと彼と手を組むトゥイーナーと遭遇する。ティーバッグは兄弟に見られる前に地図を記憶して食べ、金と引換えに手を組むように要求する。彼らが地図に示された場所に到着すると、そこは集合住宅地へと変わっていた。ケラーマンはサラと親交を深め、スクレはラスベガスで行われるマリクルースの結婚式に乗り込む。                                                    |               |                                      |                            |                                             |                |           |                                 |
| 28 | 6             | "再会" "Subdivision"                 | エリック・ラニューヴィル   | モニカ・メイサー                            | 2006年9月25日  | 2AKJ06    | 8.41                            |
| マイケル、リンカーン、ティーバッグ、トゥイーナーはウエストモアランドの金を探し始め、直後に到着したスクレとシーノートも加わる。彼らは電力会社に雇われた修理工を装い、埋蔵金が埋められた土地に建てられた家の所有者を説得して掘り始める。マホーンもまたユタに到着し、給油のために一時街へ出たトゥイーナーを逮捕する。ヘイワイヤーはウィスコンシン州に現れる。タンクレディ知事はワシントンD.C.でケラーマンを目撃し、サラにもう彼と会わないように警告する。だがその電話中にサラの目の前にケラーマンが現れる。                                                                                                |               |                                      |                            |                                             |                |           |                                 |
| 29 | 7             | "埋蔵金" "Buried"                    | セルジオ・ミミカ＝ゲッザン | セス・ホフマン                              | 2006年10月2日  | 2AKJ07    | 8.99                            |
| リンカーンは釈放されるLJを探すためにマイケルのもとを離れてアリゾナへ向かう。マイケル、シーノート、クレはウエストモアランドの金を見つけるが、スクレは彼らにそれを全てよこすように銃で脅す。マホーンはシェールズを殺害したことをトゥイーナーに告白した後に射殺する。サラはレイノルズ大統領によって副大統領候補から外された父が首を吊って死亡している姿を発見する。ヘイワイヤーはいかだを作ってオランダへ行って風車に住む計画を立てる。 |               |                                      |                            |                                             |                |           |                                 |
| 30 | 8             | "デッド･フォール" "Dead Fall"        | ヴィンセント・ミシアーノ   | ザック・エストリン                          | 2006年10月23日 | 2AKJ08    | 8.53                            |
| スクレはバックパックを持って立ち去り、他の者たちも解散する。だがこれはマイケルの作戦であり、直後にスクレとマイケルは合流する。しかしその直前にバックパックはすり替えられており、金を手に入れたティーバッグは車を走らせる。スクレはマリクルースの結婚が破綻になったことを知ると彼女に会うためにマイケルと別れる。ベリックとギアリーはティーバッグが金を持っていると確信すると彼を捜し始める。リンカーンはLJと再会し、サラと彼女を追う組織はマイケルを捜す。マホーンはトゥイーナーの不審死を内部調査官から疑われる。マホーンは組織によってフォックスリバー8を皆殺しにするよう脅されていたことが判明する。 |               |                                      |                            |                                             |                |           |                                 |
| 31 | 9             | "シークレット・ガーデン" "Unearthed" | ケヴィン・フックス         | ニック・サントーラ                          | 2006年10月30日 | 2AKJ09    | 8.94                            |
| サラはマイケルの暗号を解読し、彼に会いに行くが、ケラーマンとマホーンも同じく成功する。ティーバッグはコインロッカーに金を隠し、元恋人のスーザンの家に行く。しかし彼女の家は既に空家となっており、さらに現れたベリックとギアリーにより拘束される。マイケルはマホーンがシェールズを殺したと推理し、彼に電話してそれを知ったと伝える。シーノートは家族と合流し、リンカーンとLJは警察に逮捕される。 |               |                                      |                            |                                             |                |           |                                 |
| 32 | 10            | "めぐり逢い" "Rendezvous"            | ドワイト・H・リトル        | カリン・アッシャー                          | 2006年11月6日  | 2AKJ10    | 8.63                            |
| ベリックとギアリーはウエストモアランドの金を見つけるが、ギアリーはベリックを殴って気絶させ、全て持ち逃げする。マイケルとサラは会うが、追ってきたマホーンがその場をかき乱す。マホーンから逃げた後、サラはマイケルのもとを去るがそこへケラーマンが現れる。リンカーンとLJはリンカーンの父のアルドにより警察から救出される。アルドはリンカーンの潔白を明かせるだけの証拠が揃ったと述べる一方、彼の仲間のふりをしていた組織の工作員が彼らの殺害を命じられる。 |               |                                      |                            |                                             |                |           |                                 |
| 33 | 11            | "ボリショイ・ブーズ" "Bolshoi Booze" | グレッグ・ヤイタネス       | モニカ・メイサー & セス・ホフマン           | 2006年11月13日 | 2AKJ11    | 9.21                            |
| マイケルは逃走用の飛行機を確保するために不法入国の仲介人たちの裏をかこうとして失敗するが、スクレの到着で助けられる。リンカーンはアルドと共にマイケルが待つボリジョイ・ブーズへ出発し、LJはアルドの仲間と共に残る。捕まっていたティーバッグは繋がれた手首を再び切断してスーザンの家から脱出する。彼はギアリーを発見して殺害し、金を奪い返す。ケラーマンはサラを拷問し、マホーンはボリジョイ・ブーズの位置を特定する。 |               |                                      |                            |                                             |                |           |                                 |
| 34 | 12            | "家族の肖像" "Disconnect"            | カレン・ガヴィオラ         | ニック・サントーラ & カリン・アッシャー     | 2006年11月20日 | 2AKJ12    | 9.62                            |
| サラはケラーマンから逃亡し、彼は組織に彼女を殺害したと嘘の報告をする。彼の失敗を知った組織の工作員のキムは政府の全記録からケラーマンの情報を消去する。マイケルはアルドとリンカーンと合流し、アルドから組織についての説明を受け、サラが打倒の鍵であると言う。そこへマホーンが到着し、アルドが撃たれて死亡する。マイケルとスクレは滑走路に到着するが、兄弟はアメリカに残り、スクレだけが出発する。マイケルとリンカーンはマホーンに追われてカーチェイスとなる。シーノートの妻は警察に逮捕され、ベリックはギアリー殺害容疑で逮捕される。                                                                    |               |                                      |                            |                                             |                |           |                                 |
| 35 | 13            | "反撃開始!" "The Killing Box"        | ボビー・ロス               | ニック・サントーラ                          | 2006年11月27日 | 2AKJ13    | 9.62                            |
| マイケルとリンカーンはマホーンに拳銃を突きつけられるが、発泡直前に到着した国境警備隊により逮捕される。マホーンはキムから兄弟の殺害を命じられ、彼らをフォックスリバーへ移送される護送車からわざと逃がして射殺する計画を実行に移す。だがマホーンはケラーマンによって撃たれ、彼は組織を倒す協力をしたいと兄弟に話す。ティーバッグは元恋人のスーザンを発見し、ベリックは囚人となってフォックスリバーに戻る。スクレは逃走用の飛行機からのパラシュート降下を余儀なくされる。 |               |                                      |                            |                                             |                |           |                                 |
| 36 | 14            | "想定外" "John Doe"                  | ケヴィン・フックス         | マット・オルムステッド & ニック・サントーラ | 2007年1月22日  | 2AKJ14    | 9.86                            |
| ティーバッグはスーザンの子供たちには歓迎されたが、彼女が彼を殺そうとすると一家を人質にする。マホーンは怪我から回復すると組織の仕事をもう辞めると工作員に伝える。しかしその後マホーンの息子が交通事故で重傷を負ったことを知ると彼はフォックスリバー8の追跡の再開を余儀なくされる。マイケル、リンカーン、ケラーマンはモンタナ州へ飛んでステッドマンのもとを訪れる。世間に真相を語りたがらないステッドマンはリンカーンの銃を奪って自殺する。ベリックはフォックスリバーの囚人たちとトラブルを起こし、シーノートは娘との逃亡を続ける。                                                                       |               |                                      |                            |                                             |                |           |                                 |
| 37 | 15            | "メッセージ" "The Message"           | ボビー・ロス               | ザック・エストリン & カリン・アッシャー     | 2007年1月29日  | 2AKJ15    | 9.90                            |
| マイケル、リンカーン、ケラーマンはカメラマンを誘拐してサラへのメッセージをテレビで放送させる。メッセージの中でリンカーンは自分の無実を宣言し、組織による殺人、サラの無実、マホーンによるアブルッチ、トゥイーナー、シェールズ殺害を告発する。マホーンは診療室送りとなったベリックのもとを訪れ、彼はマイケルのメッセージの中にアルコホーリクス・アノニマスの本の章題が引用されていることに気づく。マホーンは本を調べ、マイケルがサラと会う計画を立てている事を知る。一方ヘイワイヤーは2人のティーンエイジャーのビール購入を代行し、スクレはメキシコで車を盗む。                                           |               |                                      |                            |                                             |                |           |                                 |
| 38 | 16            | "シカゴへ…" "Chicago"                | ジェシー・ボチコー         | マット・オルムステッド & ニック・サントーラ | 2007年2月5日   | 2AKJ16    | 10.12                           |
| サラはシカゴ行きの電車を待つマイケルとリンカーンと再会する。サラが彼らがケラーマンと一緒にいることを知ると、彼女は彼を殺そうとするが、マイケルによって止められる。マイケルはサラに対する恋愛感情を認め、2人は恋愛関係となる。マホーンはベリックに残りのフォックスリバー8の逮捕に協力するならば有罪判決を覆させると約束する。申し出を受け入れたベリックはサイロの頂辺にヘイワイヤーを追い詰め、マホーンは彼を言葉巧みに操って飛び降り自殺に追い込む。シーノートとその娘は食堂で強盗に出くわし、ティーバッグは引き続きスーザンとその家族を人質にし続ける。                                                |               |                                      |                            |                                             |                |           |                                 |
| 39 | 17            | "血の輪廻" "Bad Blood"               | ネルソン・マコーミック     | ポール・シェアリング & カリン・アッシャー   | 2007年2月19日  | 2AKJ17    | 9.55                            |
| 娘の病気が悪化するとシーノートは自首を決意する。彼はマホーンに連絡し、妻の釈放を条件に出頭すると言う。ティーバッグは幼少期を過ごした家にスーザンたちを連れてくるが拒絶され、解放する。スクレはマリクルースと再会する。マイケルとサラは組織打倒のための情報を得るためにポープへ協力を求める。ポープはステッドマンが死亡したとされる時期より後に録音された彼とレイノルズの会話の音声をファイルを入手する。キムはホープを誘拐しようとするがマイケルたちに阻止され、彼はファイルを渡す。 |               |                                      |                            |                                             |                |           |                                 |
| 40 | 18            | "帳消し" "Wash"                      | ボビー・ロス               | ニック・サントーラ                          | 2007年2月26日  | 2AKJ18    | 9.42                            |
| リンカーン、マイケル、サラはリンカーンの無罪を晴らす協力ができるクーパー・グリーンに接触する。音声ファイルはステッドマンの死亡された後に録音されたという証拠には使えず、グリーンは代わりに大統領恩赦を引き出すことを提案する。スクレとマリクルースは彼の叔母の農場に住む。ベリックはマホーンにスクレ逮捕を命じられてメキシコへと飛び、同じ飛行機に精神科医になりすましたティーバッグも乗る。ケラーマンは大統領暗殺の準備を始め、マホーンはシーノートを自殺に追い込む。 |               |                                      |                            |                                             |                |           |                                 |
| 41 | 19            | "女王蜂" "Sweet Caroline"            | ドワイト・H・リトル        | カリン・アッシャー                          | 2007年3月5日   | 2AKJ19    | 9.72                            |
| 自殺から助かったシーノートはウィーラー捜査官からマホーンに関する証言をするなら釈放すると持ちかけられる。マイケルはレイノルズと会って音声ファイルを聞かせ、リンカーンとマイケルに恩赦を与える約束をさせる。しかし組織は自分たちも同じ情報を持っていると言って脅し、代わりに彼女は大統領を辞任する。メキシコでティーバッグは空港の荷物カルーセルで金を失う。ベリックはスクレを捕まえてマホーンに引き渡そうとするが、スクレは代わりにティーバッグの金を奪う提案をする。 |               |                                      |                            |                                             |                |           |                                 |
| 42 | 20            | "パナマ" "Panama"                    | ヴィンセント・ミシアーノ   | ザック・エストリン                          | 2007年3月19日  | 2AKJ20    | 8.40                            |
| ティーバッグは金を取り戻し、ベリックはマリクルースを監禁したのでスクレに彼の追跡を協力させる。サラはマイケルとリンカーンをパナマに逃がすためにFBIに投降する。シーノートはマホーンの裁判で不利な証言をすることと引換えに釈放され、家族と再会する。マイケルはティーバッグを捕まえると決め、マホーンはパナマに到着する。 |               |                                      |                            |                                             |                |           |                                 |
| 43 | 21            | "逆転" "Fin Del Camino"              | ボビー・ロス               | マット・オルムステッド & セス・ホフマン     | 2007年3月26日  | 2AKJ21    | 8.24                            |
| マイケル、スクレ、ベリックは協力してティーバッグを捕まえようとする。リンカーンはマイケルを捕まえようとするマホーンを妨害するが、逆に捕まってしまう。シカゴではサラの裁判が開かれ、ケラーマンが証人として現れる。ティーバッグはパナマ警察に逮捕され、マイケルは金を持ってクリスティーナ・ローズ号に戻る。マホーンはマイケルに電話をかけ、リンカーンの開放と引換えに船と金を渡すように要求する。 |               |                                      |                            |                                             |                |           |                                 |
| 44 | 22            | "Sona" "SONA"                        | ケヴィン・フックス         | ポール・シェアリング                        | 2007年4月2日   | 2AKJ22    | 8.12                            |
| ケラーマンの証言によりサラは釈放され、リンカーンも無罪となる。サラはパナマへ行き、ケラーマンは護送中に組織の刺客により殺害されたかのように描写される。スクレはマリクルースを見つけるためにベリックを捜す。サラはマイケルとリンカーンと再会し、リンカーンの無罪を伝える。そこへキムが現れて兄弟に銃を向けるが、サラによって射殺されマイケルは彼女を庇う。マイケル、マホーン、ベリック、ティーバッグは全員警察に逮捕され、SONA刑務所へ投獄される。 |               |                                      |                            |                                             |                |           |                                 |

## ホームメディア
| Prison Break: The Complete Second Season                                                                           | | | | | |
| セット詳細 | セット詳細 | セット詳細 | 特典 | 特典 | 特典 |
| - 全22話 - 6枚組 - アスペクト比 1.78:1 - 字幕: 英語、スペイン語、フランス語 - 英語 (ドルビーデジタル5.1サラウンド) | - 全22話 - 6枚組 - アスペクト比 1.78:1 - 字幕: 英語、スペイン語、フランス語 - 英語 (ドルビーデジタル5.1サラウンド) | - 全22話 - 6枚組 - アスペクト比 1.78:1 - 字幕: 英語、スペイン語、フランス語 - 英語 (ドルビーデジタル5.1サラウンド) | オーディオコメンタリー - "Manhunt" - "Otis" - "Map 1213" - "Dead Fall" - "Unearthed" - "Rendezvous" - "John Doe" - "The Message" - "Sweet Caroline" - "Panama" - "Sona" 削除された場面 - Reinvention of a Series featurette - Turning Dallas into America featurette - Prison Break Theme: Ferry Corsten Breakout Mix | オーディオコメンタリー - "Manhunt" - "Otis" - "Map 1213" - "Dead Fall" - "Unearthed" - "Rendezvous" - "John Doe" - "The Message" - "Sweet Caroline" - "Panama" - "Sona" 削除された場面 - Reinvention of a Series featurette - Turning Dallas into America featurette - Prison Break Theme: Ferry Corsten Breakout Mix | オーディオコメンタリー - "Manhunt" - "Otis" - "Map 1213" - "Dead Fall" - "Unearthed" - "Rendezvous" - "John Doe" - "The Message" - "Sweet Caroline" - "Panama" - "Sona" 削除された場面 - Reinvention of a Series featurette - Turning Dallas into America featurette - Prison Break Theme: Ferry Corsten Breakout Mix |
| 発売日 | | | | | |
| アメリカ合衆国 カナダ                                                                                              | アメリカ合衆国 カナダ                                                                                              | イギリス | イギリス | オーストラリア ニュージーランド | オーストラリア ニュージーランド |
| 2007年9月4日 | 2007年9月4日 | 2007年8月2日 | 2007年8月2日 | 2007年9月19日 | 2007年9月19日 |